# Cefalà Diana
Cefalà Diana település Olaszországban, Szicília régióban, Palermo megyében. Lakosainak száma 981 fő (2023. január 1.). Cefalà Diana Marineo, Mezzojuso és Villafrati községekkel határos.

## Népesség
A település lakossága az elmúlt években az alábbi módon változott:
| Lakosok száma | 1028 | 1030 | 981  |
|               | 2017 | 2018 | 2023 |